# Dragana Bartula
Dragana Bartula (ur. 26 kwietnia 1988 r. w Bijeljinie) – bośniacko-hercegowińska siatkarka grająca na pozycji przyjmującej. Reprezentantka swojego kraju od 2009 roku. Do tej pory rozegrała 12 spotkań w reprezentacji. Obecnie występuje we francuskiej drużynie Istres Ouest Provence Volley-Ball, reprezentującego kraj w rozgrywkach Pucharu CEV. Kapitan reprezentacji.

## Kariera
- VC Bijeljina (2000–2006)
- VC Klek (2006–2010)
- Istres Ouest Provence Volley-Ball (od 2010)